# 那須頼資
那須 頼資（なす よりすけ）は、平安時代末期から鎌倉時代初期にかけての武将。那須氏4代当主。
宇都宮朝綱の子で那須氏3代当主・那須資之の養子とされるが、初代当主・那須資隆と朝綱の娘との庶子（那須小太郎宗高）とする説もある。実名については、寺山観音寺所蔵の｢那須継図次第｣等では資頼（すけより）、『玉燭宝典』紙背文書所収の那須系図等では頼資としているが、いずれの名乗りを見ても、烏帽子親である源頼朝から偏諱（｢頼｣の一字）を与えられたということが窺える（資頼を初名、頼資をその改名後の諱とする説もある）。
建久4年（1193年）、頼朝が那須へ巻狩に出かけた際には既に当主は子・光資となっていたと伝わっていることから、系図通りの順「（資隆（太郎）→資隆（与一）→資之→頼資」に継承があったと仮定するならば当主として活動した時期は短期間であったと推測される。
子・資長は、後の那須七騎・伊王野氏の祖であり、その他の子も荏原氏や河田氏などの支族を興している。なお、娘の一人は小栗頼重（常陸小栗氏）に嫁いだが、その際に同行した侍女と小栗一族の男との間に生まれた子の末裔が後の那須七騎・大関氏となったという。